# Bahnhof Antibes

Der Bahnhof Antibes ist ein Bahnhof in der südfranzösischen Stadt Antibes an der Côte d’Azur. Der Bahnhof liegt an der Bahnstrecke Marseille–Ventimiglia und wird von Fern- und Regionalverkehrszügen bedient.

## Geschichte
Der Bahnhof wurde 1863 gleichzeitig mit der Inbetriebnahme des Abschnitts Les Arcs–Cagnes-sur-Mer der heutigen Bahnstrecke von Marseille nach Ventimiglia eröffnet.

## Empfangsgebäude
Das Empfangsgebäude ist der Meerseite zugewandt und hat einen rechteckigen Grundriss. Es wurde 2001 fertiggestellt. Auf das Gebäude ist ein Walmdach aufgesetzt. Am Ende des Baus befindet sich eine gläserne Passarelle, welche den am Empfangsgebäude gelegenen Seitenbahnsteig mit dem Mittelbahnsteig verbindet.

## Verkehr
Der Bahnhof von Antibes wird sowohl von Fern- als auch von Regionalzügen befahren. Alle Personenzüge, welche den Bahnhof passieren, legen einen Halt ein.

### Fernverkehr

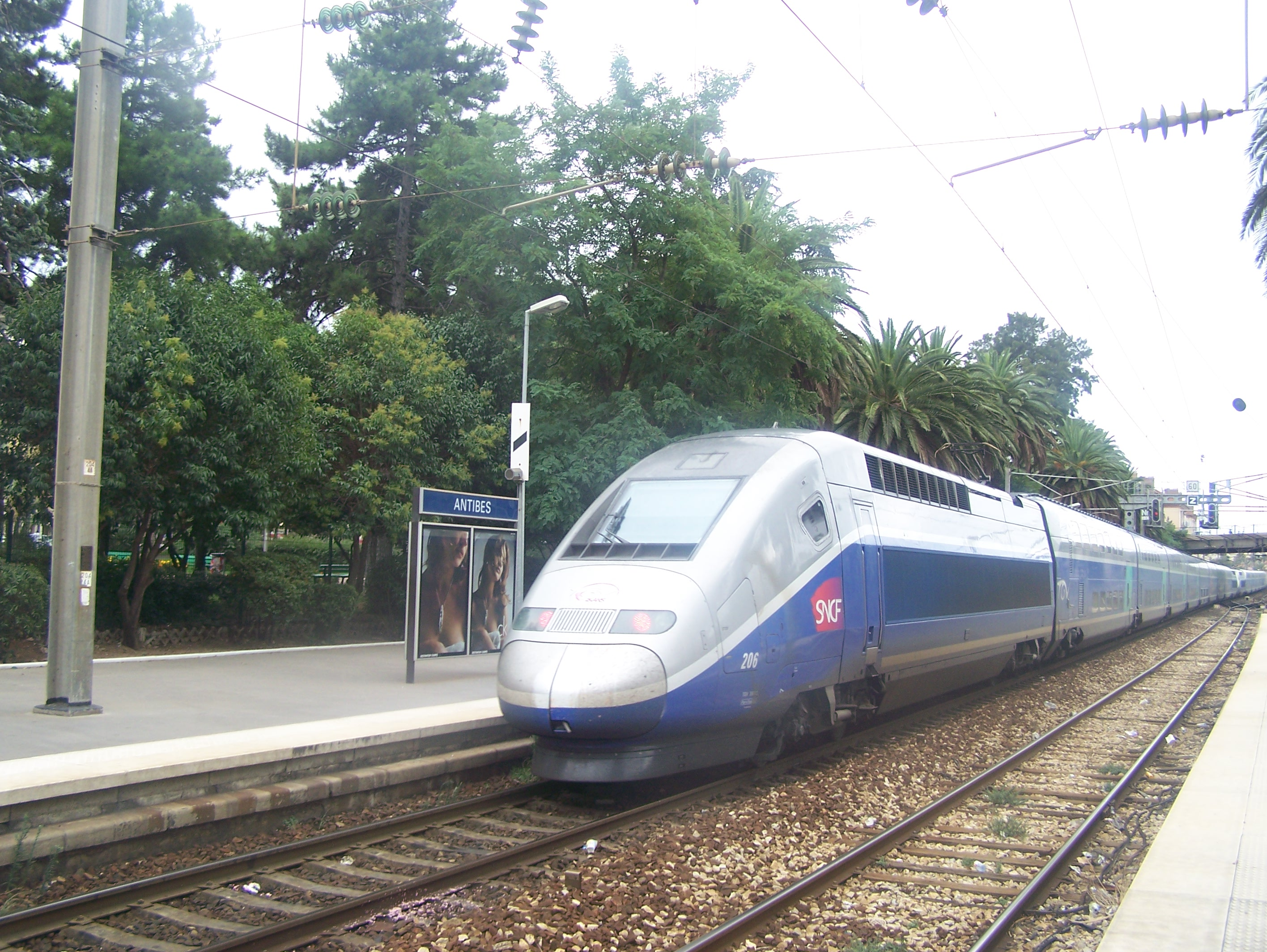
TGV Duplex im Bahnhof von Antibes

In Antibes halten TGV-Züge diverser Relationen:
- Paris Gare de Lyon–Antibes–Nizza (–Ventimiglia)
- Genf-Cornavin–Marseille–Antibes–Nizza
- Metz-Ville/Dijon-Ville–Lyon Part-Dieu–Antibes–Nizza
- Bruxelles-Midi–Lille–Lyon–Antibes–Nizza

Auch mit konventionellem Zugsmaterial gefahrene Fernverkehrszüge, Intercités genannt, halten als Tages- und Nachtzüge am Bahnhof von Antibes:
- Nizza–Antibes–Marseille–Metz–Luxemburg
- Nizza–Antibes–Marseille–Paris Austerlitz
- Nizza–Antibes–Marseille–Montpellier Saint-Roch–Toulouse–Bordeaux/Hendaye
- Nizza-Antibes-Marseille-Strasbourg
- Nizza–Antibes–Marseille–Montpellier–Cèrbere/Port Bou

### Regionalverkehr
Im Regionalverkehr übernimmt die TER PACA die Aufgabe, seit 2008 gar im Taktfahrplan. Die diversen Linien weisen unterschiedliche Haltefrequenzen auf, vor allem solche mit längeren Laufwegen verkehren als beschleunigte Regionalzüge
- Grasse/Cannes-La Bocca–Antibes–Nizza–Ventimiglia (alternierend nach Grasse oder Cannes-La Bocca – Halt an allen Stationen)
- Marseille–Antibes–Nizza (beschleunigt)
- Les Arcs–Antibes–Nizza (beschleunigt)

## Zukunft
Nach der etwa im Jahr 2030 stattfindenden Inbetriebnahme der LGV Provence-Alpes-Côte d’Azur wird Antibes voraussichtlich von keinen TGV-Zügen mehr bedient. Der nächstgelegene Bahnhof würde sich beim geplanten TGV-Bahnhof Nice-St. Augustin befinden, oder in Mougins, zwischen Cannes und Grasse gelegen.